# Angriffsstufen

Die drei Angriffsstufen und zwei weitere Abstufungen

Unter Angriffsstufe, manchmal auch Körperzone genannt, versteht man in den japanischen Kampfkünsten (Budō) wie Aikidō oder Karate und dem davon abstammenden Taekwondo die Körperbereiche beim Menschen, an denen eine Angriffstechnik trifft, also ihre Wirkung erzielt. Man unterscheidet in der japanischen Sprache grundsätzlich drei Angriffsstufen: jōdan, chūdan, gedan. Die Begriffe jōdan, chūdan und gedan allein beschreiben jedoch nur den Körperbereich. Bei dem Gebrauch von Waffen in den japanischen Kampfkünsten (wie Iaidō, Kendō, Aikidō usw.) werden die Begriffe jōdan no kamae, chūdan no kamae und gedan no kamae verwendet, um die Haltung der Waffen in einer Grundposition zu beschreiben. Zusätzlich findet sich bei diesen Kampfkünsten noch die Bezeichnung Dai-jōdan für das hoch über dem Kopf gehaltene Schwert.
Bei Angriffen in der Kampfkunstpraxis ist eine genaue Unterscheidung der Angriffsstufen wichtig, da einzelne Techniken wie Fauststöße (z. B. chūdan dsuki) oder Fußtritte auf verschiedene Körperbereiche ausgeführt werden können. In einem Karate-Training ist beispielsweise von den Schülern genau darauf zu achten, welche Angriffsstufe vom Lehrer laut angesagt wurde, um Verletzungen zu vermeiden.

## Angriffsstufen in den japanischen Kampfkünsten

### Jōdan
Der Jōdan-Bereich ist die obere Angriffsstufe und umfasst Hals und Kopf. Dementsprechend nennt man einen geraden Fauststoß (Oi-zuki) zum Kopfbereich Oi-zuki jōdan. Ein Halbkreisfußtritt (Mawashi-geri) zum Kopf heißt Mawashi-geri jōdan. Die Gruppe der oben geführten Abwehrtechniken nennt sich Jōdan-uke. Diese umfasst beispielsweise Age-uke (nach oben gezogene Abwehr mit dem Unterarm), Haishu-uke (Handrückenabwehr im Kopfbereich) oder Morote-uke (obere Blockabwehr mit unterstützendem zweiten Arm). 

### Chūdan
Der Chūdan-Bereich ist die mittlere Angriffsstufe und reicht vom Hals abwärts bis zur Gürtellinie. Ein verkehrter Fauststoß (Gyaku-zuki) zum Sonnengeflecht (Plexus solaris) heißt daher Gyaku-zuki chūdan. Einen geraden Fußtritt (Mae-geri) zum Bauch nennt man Mae-geri chūdan. Die Gruppe der in der Mitte geführten Abwehrtechniken nennt sich Chūdan-uke. Diese umfasst beispielsweise Uchi-ude-uke (von innen nach außen gezogene Abwehr mit dem Unterarm), Soto-ude-uke (von außen nach innen gezogene Abwehr mit dem Unterarm) und Shutō-uke (Schwerthandabwehr). 

### Gedan
Der Gedan-Bereich ist die untere Angriffsstufe und reicht von der Gürtellinie abwärts bis zu den Knien. Die Stufe gedan ist in den meisten Stilrichtungen weitgehend eine Tabuzone, da sie unter anderem den Genitalbereich umfasst. Deshalb ist auch die Zahl der Angriffstechniken im Gedan-Bereich eher gering. Armtechniken kommen meist als Abwehrtechniken (Gedan-uke) zur Anwendung, zum Beispiel bei Gedan-barai (Armabwehr im Gedan-Bereich gegen Fußangriff Mae-geri). Angriffe werden speziell in der Selbstverteidigung ausgeführt, beispielsweise als Yoko-geri kekomi gedan (Yoko-geri = seitlicher Fußstoß) zum Oberschenkel-Knie-Bereich.

### Weitere Angriffsstufen
Eine vierte, für Stoß- und Schlagtechniken jedoch ungeeignete Angriffsstufe, nennt sich Hiza shita und reicht von den Knien abwärts bis zum Boden. In diesem Bereich werden meist nur Fußfegetechniken ausgeführt, die das Ziel haben, den Gegner aus dem Gleichgewicht zu bringen.